# FK Beograd
Fudbalski klub Beograd (srp. Фудбалски клуб Београд) bio je srbijanski nogometni klub sa sjedištem na Karaburmi, Beograd, Srbija.

## Povijest
Klupske boje 1932. bile su crvena i plava, a klupska adresa Višnjićka ulica 5.
Sve do sredine 1990-ih nije imao značajnu ulogu.
Nakon osvajanja Beogradske zonske lige u sezoni 1993./94., klub je završio kao drugoplasirani u Srpskoj ligi – Sjever 1994./95. i ostvario promociju u Drugu ligu SR Jugoslavije preko doigravanja. Zauzeo je 16. mjesto u svojoj debitantskoj sezoni u drugoj ligi. U sezoni 1999./00. klub je bio prvi u Drugoj ligi SR Jugoslavije (skupina Sjever), ali je svoje mjesto u Prvoj ligi SR Jugoslavije 2000./01. ustupio Sartidu iz Smedereva. Umjesto toga proveli su sljedeće četiri sezone u drugoj ligi, prije nego što su 2004. ispali iz lige. Tijekom sljedećih osam godina klub je sudjelovao u Srpskoj ligi Beograd. Završili su doprvaci u sezoni 2005./06. U srpnju 2012. objavljeno je da FK Beograd nije obnovio registraciju te je osnovan novi klub pod imenom FK Beograd 1929.

## Uspjesi
Druga liga SR Jugoslavije (2. rang)
- 1999./00. (skupina Sjever)

Beogradska zona (4. rang)
- 1993./94.

## Vanjske poveznice
- profil na srbijasport.net